# 马坝镇 (盱眙县)
马坝镇，是中华人民共和国江苏省淮安市盱眙县下辖的一个乡镇级行政单位。2018年7月与观音寺镇合并，设立新的马坝镇。以原马坝镇、观音寺镇所辖区域为马坝镇行政区域，马坝镇人民政府驻楚东居委会境内，办公地址为镇南路99号。

## 行政区划
马坝镇下辖以下地区：
楚东社区、腊塘社区、马坝社区、沙坝社区、东阳社区、高桥社区、双马村、蔡庄村、石桥村、卧龙村、黄杨村、同兴村、大众村、南阳村、云山村、梁桥村、兴隆村、山北村、欧湖村、塘坝村、白鹤村、永兴村、旧街村、黑泥村和万斛村。